# Cheilophyllum
Cheilophyllum je biljni rod iz porodice trpučevki  (Plantaginaceae). Pripadaju mu 8 vrsta od kojih su 7 kubanski endemi, dok za jednu vrstu sa Jamajke pretpostavlja da je nestala, i poznata je samo iz zbirke. Opisan je u  Mem. Torrey Bot. Club 16: 103, 1920 .

## Opis
Jednogodišnje biljke. Tipična je Stemodia radicans Griseb., sinonim za Cheilophyllum radicans.

## Vrste
1. Cheilophyllum dentatum Urb.
2. Cheilophyllum jamaicense Pennell; Jamajka.
3. Cheilophyllum macranthum Urb.
4. Cheilophyllum marginatum Pennell
5. Cheilophyllum micranthum Urb.
6. Cheilophyllum microphyllum Pennell
7. Cheilophyllum radicans (Griseb.) Pennell
8. Cheilophyllum sphaerocarpum Urb.